# 유메미타아토데
〈꿈을 꾸고 난 후에〉(일본어: 夢みたあとで 유메미타아토데[*])는 가넷 크로우의 10번째 싱글이다. 2002년 3월 13일 기자 스튜디오에서 발매되었다.
전곡의 작곡은 나카무라 유리, 작사는 아즈키 나나, 편곡은 후루이 히로히토.  〈꿈을 꾸고 난 후에 (Gomi's Lair Remix)〉의 리믹스는 DJ GOMI가 맡았다. 〈꿈을 꾸고 난 후에 (Gomi's Lair Remix)〉는 원곡과 가사가 약간 다르다.
2002년 3월 12일에 일본 TV계 AU MUSIC FACTORY에,  2002년 3월 15일에는 TV 아사히의 뮤직 스테이션에 출연하였다. 이 방송이 지상파 방송 첫 출연이다.
처음으로 오리콘 10위 안에 들어간 싱글이다.

## 수록곡
1. 꿈을 꾸고 난 후에(夢みたあとで)
2. 행복한 애완동물(幸福なペットで)
3. 꿈을 꾸고 난 후에 (Gomi's Lair Remix)
4. 꿈을 꾸고 난 후에 (Instrumental)

## 차트 성적
- 최고순위 6위 (오리콘)

| TV 애니메이션 《명탐정 코난》 닫는 곡 2002년 1월 28일 (266화) ~ 2002년 7월 22일 (287화) |                                   |                                   |
| 이전 곡: 우에하라 아즈미 〈푸르디푸른 이 지구에〉                                       | 가넷 크로우 〈꿈을 꾸고 난 후에〉 | 다음 곡: 우에하라 아즈미 〈무색〉 |